# アショーカの獅子柱頭

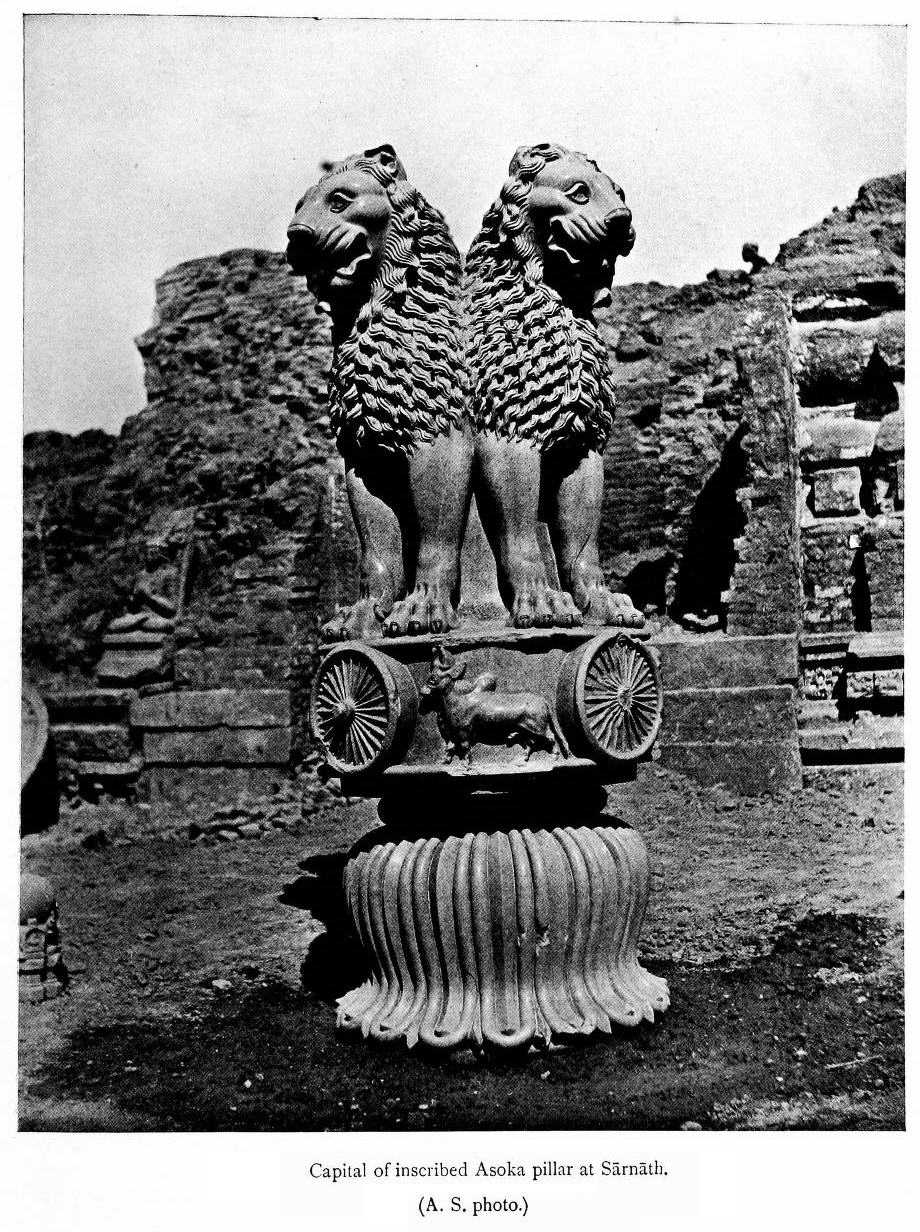
獅子柱頭、サールナート。1911年以前の写真、おそらく1904-1905年のものと思われる。

アショーカの獅子柱頭（英語: Lion Capital of Ashoka）は、4頭のインドライオンが背中合わせに並ぶ、インドで発見された彫刻である。土台にも複数の動物が並ぶ繊細な彫刻が施されている。この意匠は1950年にインドの国章に採用された。

## 概要
この彫刻はもともとは仏教の重要な聖地のひとつであるサールナートにあるアショーカの尖塔の柱頭で、紀元前250年ごろにアショーカの命により作られたものであった。アショーカの尖塔自体は現在ももともとの場所に立っているが、獅子柱頭はウッタル・プラデーシュ州のサールナート・ミュージアムに保管されている。アショーカ王碑文の刻まれたアショーカの石柱はインドをはじめネパール、パキスタン、アフガニスタンなどにいくつも残るが、この2.15メートルの獅子柱頭には他のどの柱頭よりも繊細な彫刻が施されている。他のアショーカの石柱は何らかの動物一頭だけで飾られる場合も多く、サーンチーの柱頭だけがこのサールナートで見つかったものと同様のデザイン、すなわち4頭のライオンの彫刻を持っているが状態は良くない。
この柱頭は一塊の砂岩から削りだされたもので、柱そのものとは別のピースとなっている。背中合わせの4頭のインドライオンがモチーフになり、それが頂板に乗っている。フリーズ (建築)には象、馬、牡牛のレリーフが刻まれ、それぞれの動物の間は車輪のようなもので区切られている。さらにその下は蓮の台座となっている。アショーカの獅子柱頭はもともとはその上にダルマチャクラ（法輪、あるいはアショーカ・チャクラ）を戴いていたものと推測されている。というのも、現地にてそれらしい破片が見つかっており、さらには13世紀に作られたレプリカにもダルマ・チャクラが確認できる。このレプリカはマンラーイ王によって作られたワット・ウモン（タイ王国、テーサバーンナコーン・チエンマイ）に現存している。アショーカ・チャクラは現在インド国旗のデザインの真ん中に使用されている。

## 芸術史における獅子柱頭

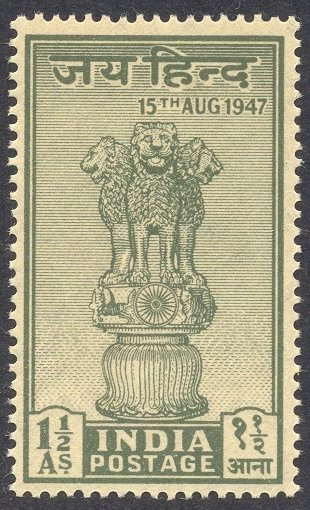
インドの切手。独立インドで発行されたものとしては2番目、国内向けの切手としては初めての物である。

アショーカの石柱の動物彫刻は6つが残っており、これらは最初期のインドの石彫刻という意味で芸術史的価値がある。ただ、これ以前から木の柱の上に銅で作られた動物を乗せるという伝統が存在していたようである。これら木の柱に関しては現存するものは確認されていない。これらの柱のデザインにはアケメネス朝の影響があるのではないかという議論が存在する。ペルセポリスでも屋根を支えていた柱に似たような柱頭が使われている。特に、宗教的な印象を与えるサールナートの彫刻にはアケメネス朝、サルゴン2世時代の影響を感じさせるという指摘がある。
よく似た4頭のライオンの彫刻がサーンチーにあるマウリヤ朝、あるいはサータヴァーハナ朝のストゥーパを囲う塀の南側のトーラナで見ることができる。その他のアショーカの石柱と同様にサールナートの物もアショーカの訪問を記念して建てられたものではないかと考えられている。

## 柱頭の発見

インドの国章

獅子柱頭の存在に関しては中世の中国の巡礼者が文献に書き残していたものの、インド高等文官のエルテルが1904年頃に訪れたときにはサールナートの地上にはそれらしき痕跡はなかった。エルテルは実際の考古学的調査の経験は持っていなかったが、サールナートの発掘調査を許され、1904年か1905年の冬にこの地を訪れている。彼はまずメインのストゥーパの西側でグプタ朝時代の寺院の痕跡がアショーカ時代の構造物と折り重なっているのを発見した。そのさらに西側で件の石柱の一番下の部分を見つける。これは直立した状態ではあったもののほとんど地面の高さで折れていた。この痕跡の付近3箇所からほぼすべての柱のかけらが見つかったが柱頭は見つからなかった。この時点では柱頭の存在がはっきりしていたわけではないが、1851年にはサーンチーで獅子柱頭が見つかっていたので、エルテルらはサールナートでも同様の柱頭が見つかるものと期待して捜索を続けた。そして実際に近くから獅子柱頭が見つかった。サールナートの物はサーンチーで見つかったものよりも状態が良く、もともとの彫刻の品質も高かった。この石柱はその状態から、いずれかの時点で意図的に破壊されたように思われた。この発見は重要性が認められインドで初めての現地の博物館が併設され、柱頭もそこに保存されるに至った。現地の博物館は当時は世界的に見ても珍しいものであった。

## デザインの持つ意味
獅子柱頭に見られる背中合わせの4頭のライオンには、それぞれが同程度に重要な何かを象徴していると考えることができる。仏教ではライオンはしばしば釈迦を象徴するものとして描かれる。そのことから4頭のライオンが全方位に拡がる仏教、またはマウリア朝の威光を表しているとも考えられる。あるいは中道で強調される四諦を表していると考えることもできる。頂板に描かれた動物（象、馬、牛）もまた仏教を象徴したもののように思われる。

## サールナートの獅子柱頭に関する法律
アショーカの獅子柱頭のデザインが公的に使用される場合にはその下にサチャメヴァ・ジャヤタ(सत्यमेव जयते、まさに真理は自ずと勝利する)、インドの標語が添えられなければならないと法律で定められている（State Emblem of India Act）。